# Royal Berkshire Hospital
Le Royal Berkshire Hospital est un hôpital du National Health Service situé à Reading, dans le comté du Berkshire en Angleterre.
L'hôpital dispose de plus de 1 000 lits d'hospitalisation et emploie plus de 4 000 personnes pour un budget annuel de 228 millions de livres sterling.

## Histoire
L'hôpital a été fondé en 1839 sur des terres données par Henry Addington, un homme d'État britannique qui fut Premier ministre.
L'aviateur Douglas Bader a eu ses deux jambes amputées dans cet hôpital en 1931 après un accident à Woodley.
L'hôpital apparaît dans le film Vainqueur du ciel (1956).
Le principal bâtiment et ses deux ailes sont classés « grade II » par l'English Heritage.

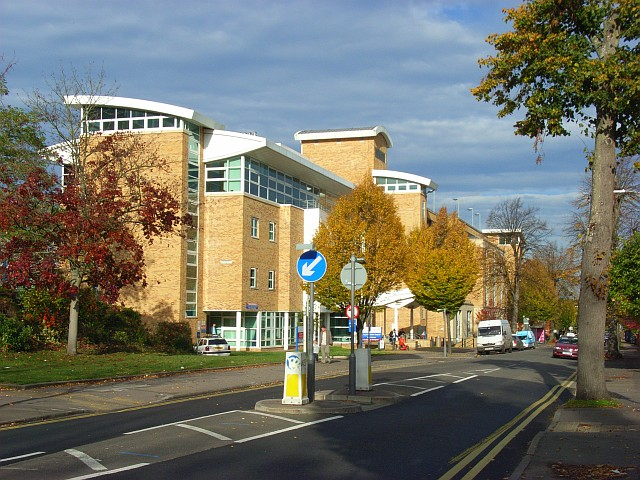
Royal Berkshire Hospital.

## Personnalités nées auRoyal Berkshire Hospital
- Catherine Middleton (née en 1982), duchesse de Cambridge, épouse du prince William, duc de Cambridge ;
- Philippa Middleton (née en 1983), sœur de Catherine Middleton, socialite ;
- James Middleton (né en 1987), frère de Catherine Middleton, homme d'affaires ;